# ليليان باش
ليليان باش (بالإنجليزية: Lilian Bach)‏ هي متسابقة ملكة الجمال وممثلة نيجيرية، ولدت في عقد 1970 في جزيرة لاغوس ‏ في نيجيريا.

## وصلات خارجية
- ليليان باش على موقع IMDb (الإنجليزية)
- ليليان باش على موقع كينوبويسك (الروسية)